# Saara Aalto
Saara Sofia Aalto (ur. 2 maja 1987 w Oulunsalo) – fińska piosenkarka, autorka piosenek i aktorka głosowa.
Laureatka drugiego miejsca w pierwszej edycji programu The Voice of Finland (2012) oraz w trzynastej edycji programu The X Factor (2016). Reprezentantka Finlandii w 63. Konkursie Piosenki Eurowizji (2018).

## Wczesne lata
Urodziła się w Oulunsalo. Jej krewnymi są m.in. malarz i reżyser filmów dokumentalnych Eeli Aalto oraz magik Simo Aalto. Zaczęła wykazywać zainteresowanie muzyką już w dzieciństwie, swoją pierwszą piosenkę napisała w wieku pięciu lat.
W 2005 ukończyła naukę w szkole muzycznej im. Leeviego Madetoja. Po ukończeniu nauki w liceum przeprowadziła się do Helsinek, gdzie studiowała edukację muzyczną na Akademii Sibeliusa. W tym samym czasie studiowała w Helsińskim Konserwatorium Popu i Jazzu (ang. Helsinki Pop & Jazz Conservatory).

## Kariera
W 1998 wygrała Kotka Maritime Festival z jedną ze swoich autorskich piosenek. W 2004 reprezentowała Finlandię na Międzynarodowym Konkursie Piosenki „Złota Gwiazda”, który był organizowany w Rumunii.
W 2007 brała udział w pierwszej edycji programu Talent Suomi, zajęła trzecie miejsce w finale. Występowała także jako Dorothy w musicalu Wicked wystawianym w Helsinki City Theater. W 2010 zakwalifikowała się do udziału w krajowych eliminacjach eurowizyjnych Euroviisut 2011, do których zgłosiła się z utworem „Blessed with Love”. W październiku wystąpiła w ćwierćfinale selekcji i awansowała do półfinału. Pod koniec stycznia 2011 zaśpiewała w trzecim półfinale eliminacji i dostała się do finału, gdzie zajęła drugie miejsce z wynikiem 40,7%, przegrywając jedynie z Paradise Oskarem. W grudniu tego samego roku brała udział w konkursie Santa Claus Season’s Greetings Song Contest, podczas którego zaśpiewała chińską wersję językową piosenki „Blessed with Love” – „Ai de zhu fu”.

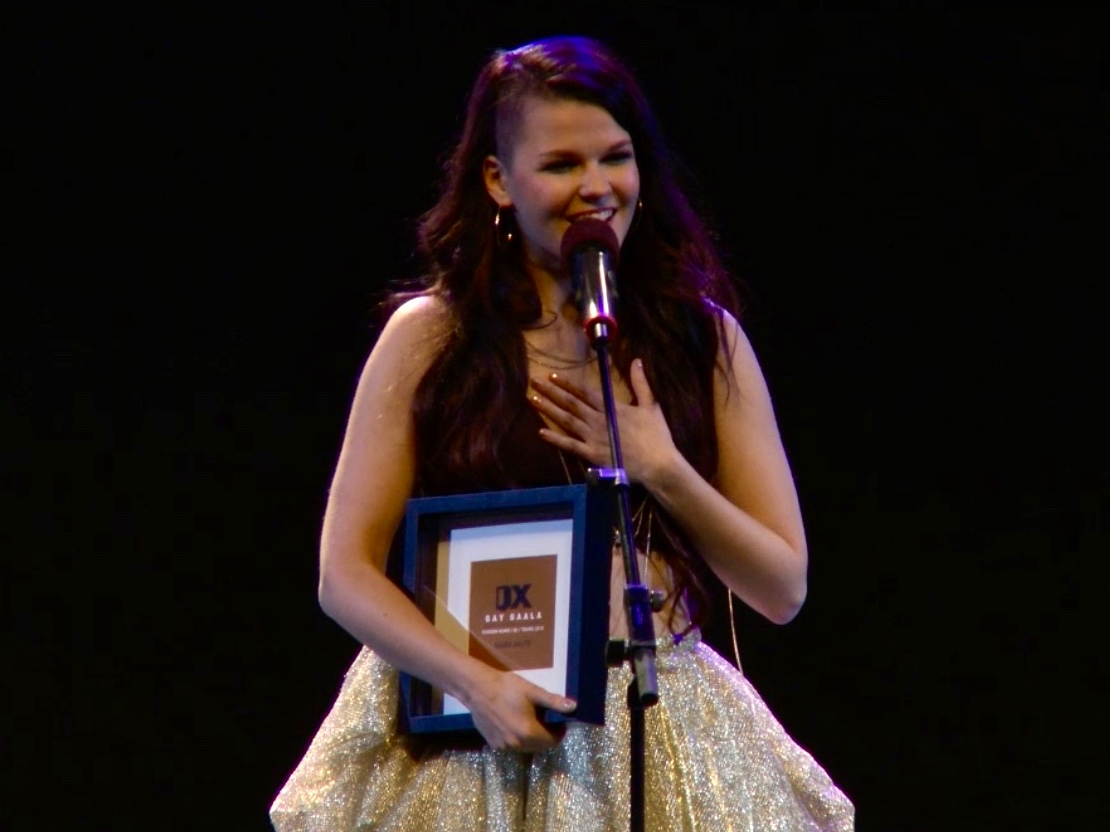
Saara Aalto na gali rozdania nagród magazynu „QX”, 2016

W 2012 brała udział w pierwszej edycji programu The Voice of Finland. Podczas przesłuchań w ciemno zaśpiewała utwór „Taking Chances” z repertuaru Céline Dion i zdobyła aprobatę wszystkich jurorów. Ostatecznie dostała się do drużyny Michaela Monroe. Na etapie bitew pokonała Annę Inginmaa w piosence „True Colors” Cyndi Lauper i awansowała do odcinków na żywo. 20 kwietnia wystąpiła w finale konkursu i zajęła w nim drugie miejsce, przegrywając jedynie z Mikko Sipolą.
W 2016 wzięła udział z utworem „No Fear” w programie Uuden musiikin kilpailu, wyłaniającym reprezentanta Finlandii w 61. Konkursie Piosenki Eurowizji. 6 lutego wystąpiła w pierwszym półfinale selekcji i z pierwszego miejsca awansowała do finału. Zajęła w nim drugie miejsce, przegrywając jedynie z Sandhją. Jesienią zgłosiła się do udziału w trzynastej edycji programu The X Factor w Wielkiej Brytanii. Podczas przesłuchań przed jurorami zaśpiewała utwór „Chandelier” Sii i zakwalifikowała się do „bootcampu”. Trafiła wówczas do drużyny „Powyżej 25 roku życia”, której mentorką jest Sharon Osbourne. Odpadła w kolejnym etapie, zwanym six chair challenge, w którym wykonała utwory „I See Fire” i „Je suis malade”. Zdobyła dziką kartę od jurorki Nicole Scherzinger, dzięki czemu powróciła do rywalizacji i dostała się do odcinków na żywo. Ostatecznie piosenkarka dotarła do finału programu, w którym zajęła drugie miejsce, przegrywając jedynie z Mattem Terrym.

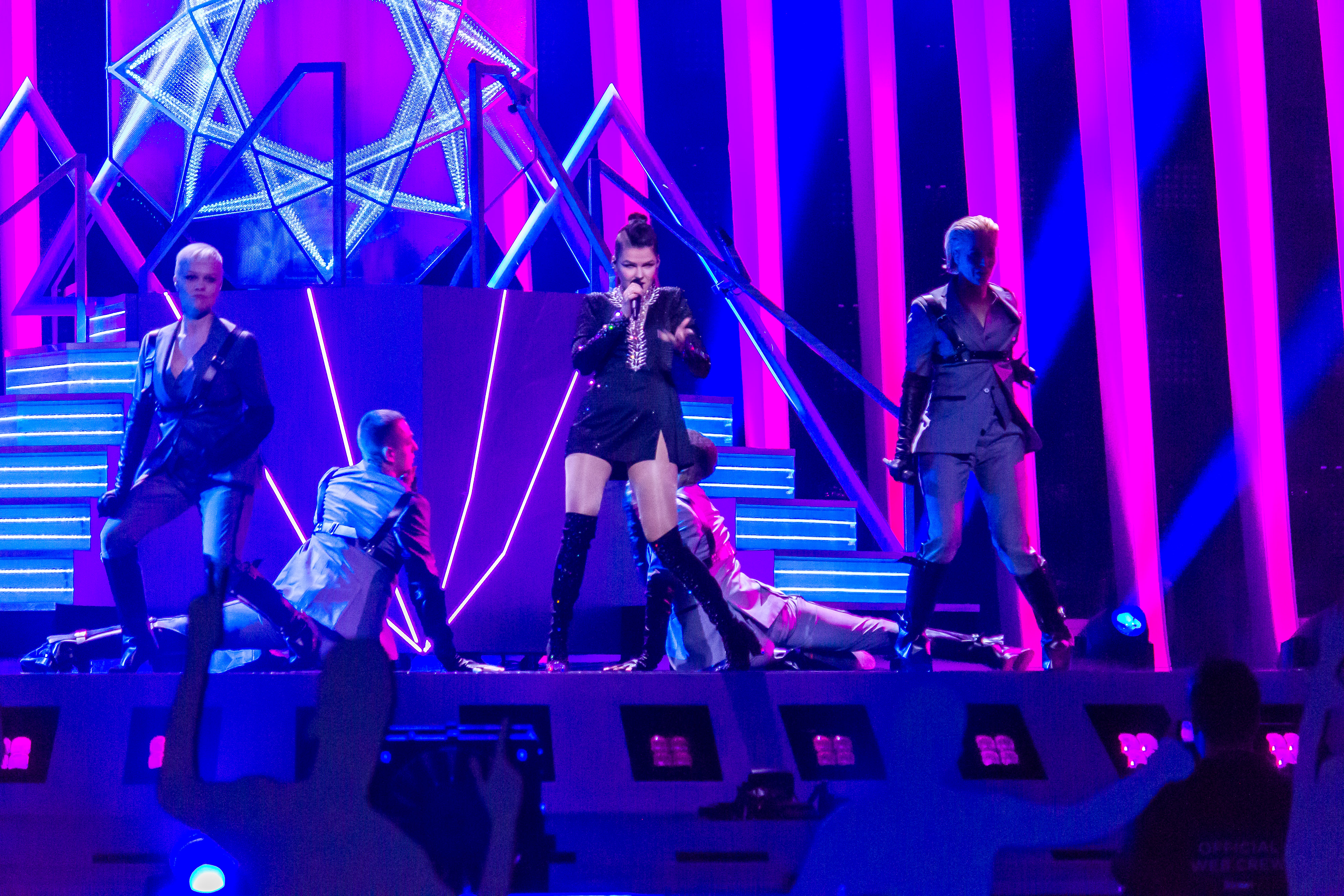
Saara Aalto podczas prób do występu w 63. Konkursie Piosenki Eurowizji, maj 2018

W listopadzie 2017 potwierdzono, że została wybrana wewnętrznie na reprezentantkę Finlandii w 63. Konkursie Piosenki Eurowizji, organizowanym w maju 2018 w Lizbonie. 3 marca 2018 wystąpiła w specjalnym koncercie eliminacyjnym, podczas którego wybrano jej eurowizyjną propozycję. W trakcie koncertu zaśpiewała trzy utwory: „Monsters”, „Domino” i „Queens”, ostatecznie największe poparcie telewidzów zdobyła piosenka „Monsters”. 8 maja wystąpiła jako piętnasta w kolejności w pierwszym półfinale konkursu i z dziesiątego miejsca awansowała do finału, który został rozegrany 12 maja. Wystąpiła w nim jako siedemnasta w kolejności i zajęła przedostatnie, 25. miejsce po zdobyciu 46 punktów w tym 23 punkty od telewidzów (21. miejsce) i 23 pkt od jurorów (24. miejsce). Przed występem w konkursie, tj. 27 kwietnia, wydała album studyjny, zatytułowany Wild Wild Wonderland.

## Życie prywatne
Była związana z Teemu Roivainenem, z którym rozstała się po dziewięciu latach związku. W sierpniu 2016 zaręczyła się ze swoją menedżerką Meri Sopanen, którą poślubiła w kwietniu 2020.

## Dyskografia
Albumy studyjne
- Blessed with Love (2011)
- Enkeleitä – Angels (2011)
- You Had My Heart (2013)
- Ai de zhu fu (2013)
- Tonight (2015, z Teemu Roivainenem(inne języki))
- Wild Wild Wonderland (2018)